# مبنى مستقل ذاتيا

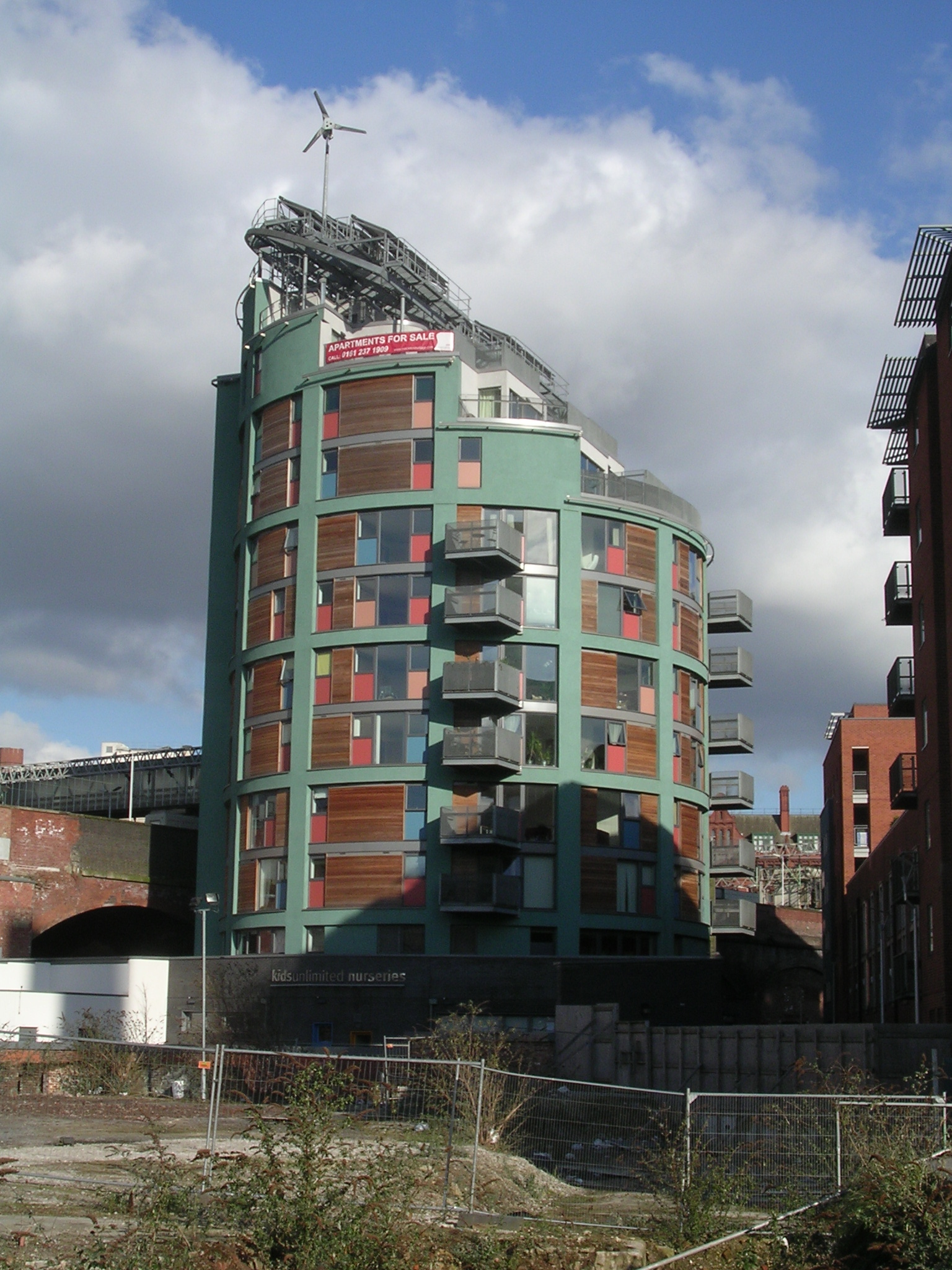
مبنى مستقل ذاتيا، يعمل على طاقة الرياح.

المبنى المستقل ذاتيا (بالإنجليزية: Autonomous building) هو مبنى مصمم ليكون مشغل بطريقة مستقلة من حيث بنية تحتية في تزويد الخدمات مثل الطاقة الكهربائية، معالجة الصرف الصحي، شبكة الاتصالات وفي بعض الحالات الطرق والممرات العامة. يصف الداعين لفكرة البناء المستقل ذاتيا إيجابياته بأنها تتضمن تقليل الأثر البيئي، زيادة في الأمان، وتخفيض في تكلفة التملك.
إن المباني المستقلة ذاتيا التي يطلق عليها "Off-grid buildings" غالبا ما يكون اعتمادها قليل جدا على الخدمات المدنية العامة، وبالتالي تكون أكثر أمانا وأكثر راحة خلال الكوارث أو الهجمات العسكرية. معظم البحوث والمقالات المنشورة بشأن المباني المستقلة ذاتيا تركز على بناء المنازل السكنية.
يقول المعماريون البريطانيون (Brenda and Robert Vale) في عام 2002: «إنه من الممكن في جميع اجزاء أستراليا بناء منازل بدون فواتير، هذه المنازل يمكن بناؤها الآن باستخدام وسائل تقنية حديثة. إنه من الممكن بناء منزل بدون فواتير بنفس تكلفة المنزل التقليدي، بل أقل بـ 25% أيضا.» 
'البناء المكتفي ذاتيا
'
المبنى المكتفي ذاتيا هو عبارة عن مبنى مصمم ليتم تشغيله بشكل مستقل من خدمات تزويد البنية التحتية مثل شبكة الكهرباء وشبكة الغاز، وأنظمة المياه البلدية، وأنظمة معالجة مياه الصرف الصحي، ومصارف المياه، وخدمات الاتصالات، وفي بعض الحالات، والطرق العامة.
توصف مزايا البناء المستقل التي تشمل تخفيض الآثار البيئية، وإضافة الأمن، وخفض تكاليف الملكية بعض المزايا المذكورة التي تلبي مبادئ البناء الأخضر، وليس الاستقلال في حد ذاته (انظر أدناه).خارج نطاق شبكة المباني المتعارف عليها (البناء المستقل) غالبا ما يعتمد على القليل جدا من الخدمات المدنية وبالتالي فهو أكثر أمانا وأكثر راحة خلال كارثة مدنية أو هجمات عسكرية. (وهذه المباني لا تفقد الطاقة أو المياه إذا تعرضت لخطر قطع الإمدادات العامة لسبب ما).
معظم البحوث والمقالات المنشورة بشأن المبنى الذاتي تم التركيز فيها على المنازل السكنية.
المهندسين المعماريين البريطانيين بريندا وفيل روبرت قإلا أنه اعتبارا من عام 2002، «من الممكن جدا في جميع أنحاءأستراليا بناء» بيوت من دون فواتير «، التي من شأنها أن تكون مريحة دون التدفئة والتبريد، والتي من شأنها أن تصنع الكهرباءالخاصة بها، وتجمع المياه الخاصة بها وتتعامل مع النفايات الخاصة بها... ويمكن أن تبنى هذه المنازل الآن، وذلك باستخدام تقنيات الجاهزة. ومن الممكن بناء» بيت من دون فواتير«بنفس سعر المنازل التقليدية، ولكن سيكون أصغر بحوالي (25٪)..»

## التاريخ

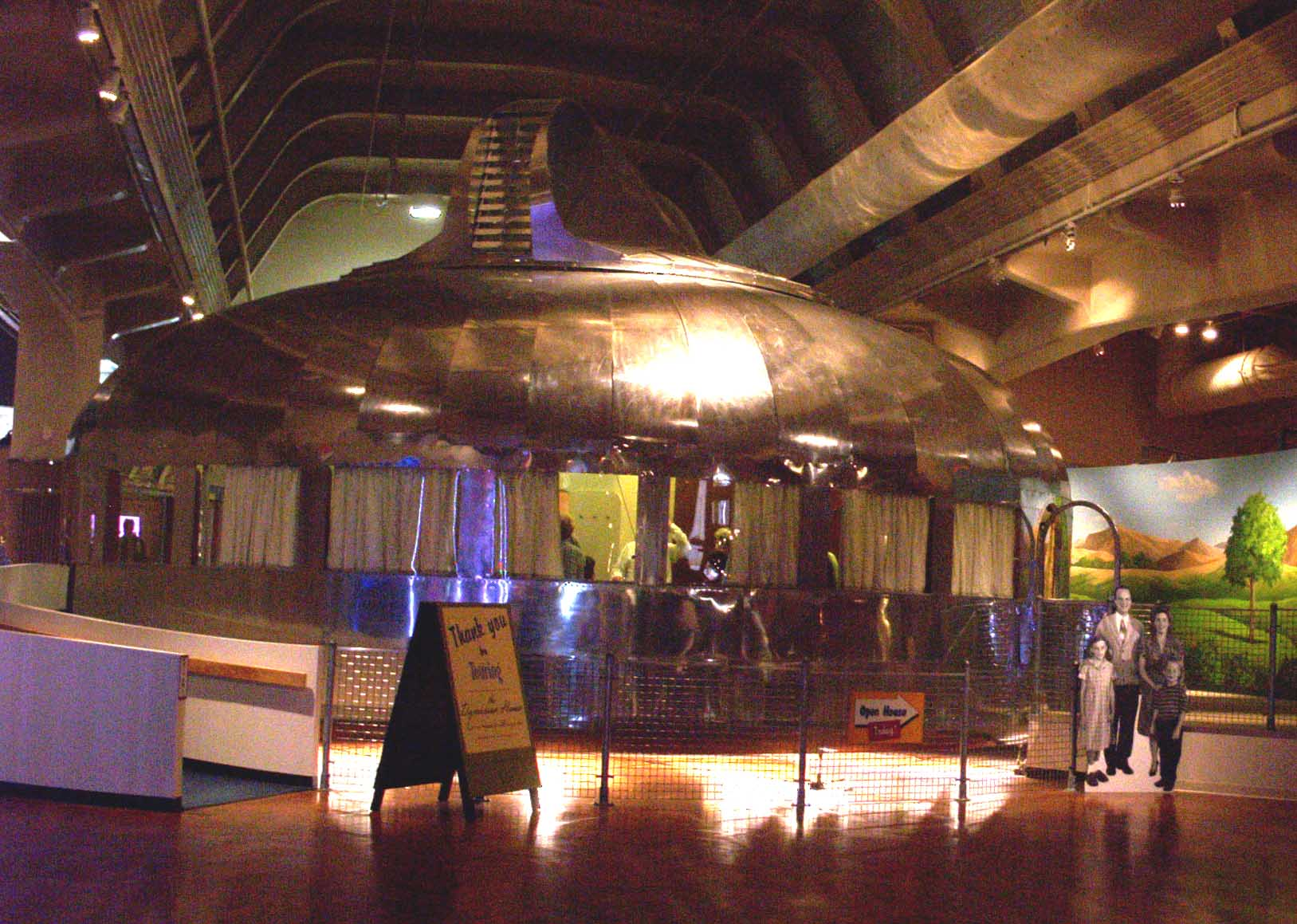
منزل Dymaxion، أعيد بناؤه وتركيبه في متحف هنري فورد.

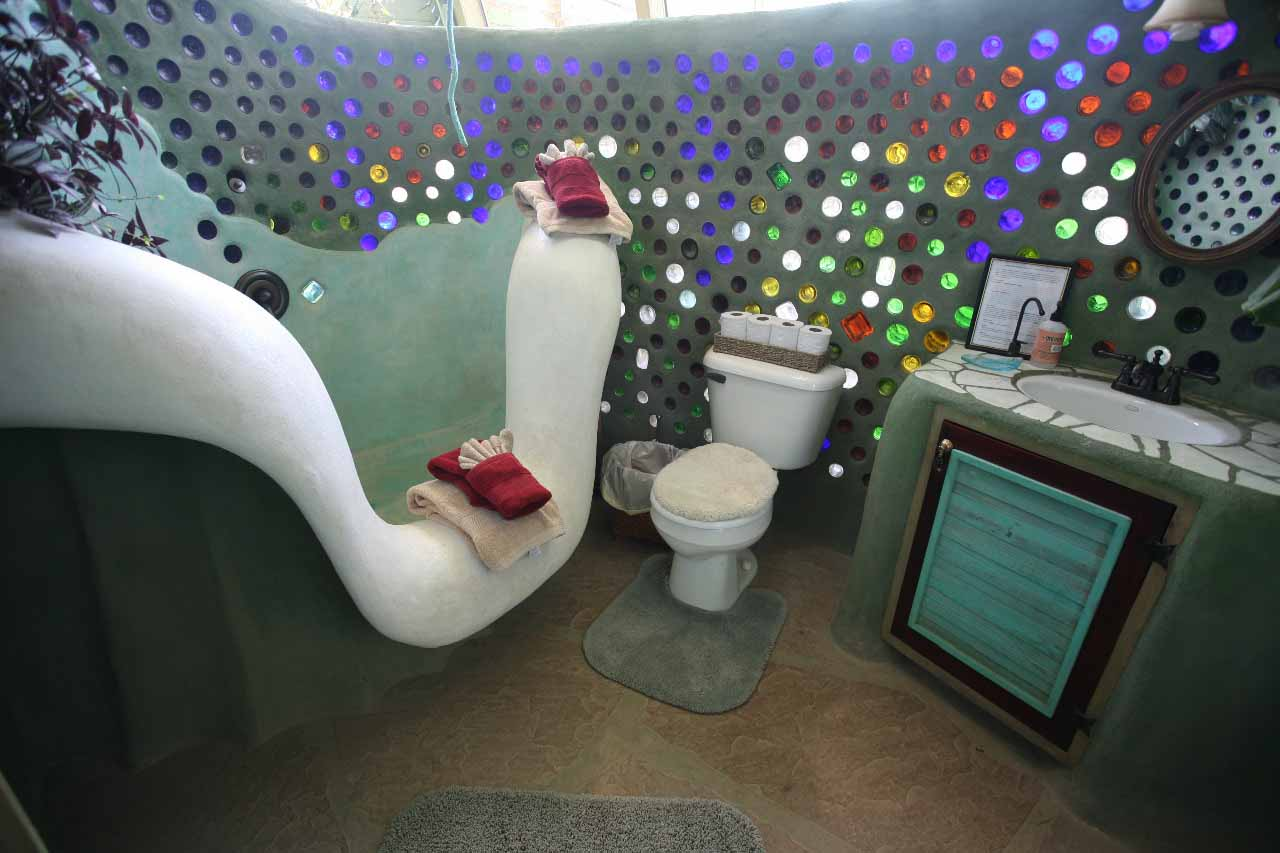
الحمام من Earthship، ويضم جدار زجاج معاد تدويره

في 1930 إلى 1950، اعتمدت بكمنستر فولر ثلاثة نماذج لمنازل Dymaxion تحوي العديد من التقنيات للحد من استخدام الموارد، مثل "fogger" للحد من استخدام المياه، وتغليف المراحيض، والتوربينات الكهربائية لتوليد الطاقة الكهربائية. في الوقت الذي لم تصمم له كمنزل مستقل في حد ذاته،
لقد كان اهتمام فولر بالتصميم المستدام والفعال منسجما مع الهدف المتمثل في الحكم الذاتي أو الاستقلال الذاتي، وأظهرت أنها صالحة من الناحية النظرية. وقدم أحد المنازل النموذج Dymaxion الثلاثة التي أنتجها فولر جزء من سكن عائلة جراهام التقليدية في ويتشيتا بولاية كنساس، والآن أعيد بناؤه في متحف هنري فورد.
في 1970، اطلقت مجموعة من الناشطين والمهندسين تدعى باسم الكيميائيون الجدد التحذيرات من نضوب وشيك للموارد والمجاعة. كان الكيميائيون جديد يشتهرون بعمق الجهد البحثي التي وضعت في مشاريعهم. باستخدام تقنيات البناء التقليدية، مصممة سلسلة من المشاريع "bioshelter"، والأكثر شهرة مشروع Ark Bioshelter community في جزيرة الأمير إدوارد. لقد نشروا خطط لجميع هذه، مع حسابات التصميم التفصيلية والمخططات. استخدموا في هذا المشروع الرياح القائمة على ضخ طاقة المياه والكهرباء، وكانت مكتفية ذاتيا في إنتاج الغذاء. وهي تحتوي على اقسام معيشية للبشر بالإضافة إلى حوض سمك ومشتل للخضار يتم سقايته بالماء المستخدم في حوض السمك
كما ويحوي على دارة مغلقة لاستصلاح مياه الصرف الصحي التي تعيد تدوير نفايات البشرية إلى اسمدة خصبة تستخدم في حوض السمك.. واعتبارا من 2010/1/10، هذه المجموعة الناجحة الكيميائيون الجدد أصبح لهم موقع على شبكة الإنترنت اسمها
"New Alchemy Institute". وقد تم التخلي عن مشروع الPEI Ark وتجديده جزئيا عدة مرات.
في كثير من الأحيان المبنى المستقل ذاتيا يشمل حديقة للغذاء. في 1970 و1980، طور بيل ميلسون وديفيد هولمجرين الزراعة المستدامة، وهو شكل من أشكال الزراعة باستخدام النباتات الغذائية الدائمة المنتظمة في علم البيئة الحرجية الشمولي.
في 1990 شهدت تطور العلاقة مع الأرض، مماثل في بنية مشروع ARK، لكن نظمت كمشروع للربح مع تفاصيل البناء التي نشرت في سلسلة من 3 كتب من قبل مايك رينولدز.مواد البناء هي اطارات تملأ بتراب الأرض.
هذا يجعل من الجدار يحتوي على كميات كبيرة من الكتلة الحرارية (انظرالى غطاء الأرض). يتم وضع السواتر على الأسطح المعرضة لزيادة الاستقرار في درجة حرارة المنزل.
نظام المياه يبدأ مع مياه الأمطار، وتجهيزها للشرب والغسيل، ثم بعد ذلك سقي النباتات، ثم تنظيف دورة المياه، ويتم إعادة تدوير المياه السوداء مرة أخرى لسقي نباتات أكثر. أما الخزانات وضعت واستخدمت ككتلة حرارية.القوة بما تحوي التدفئة والكهرباء، والحرارة والماءوحرارة المياه، هي من الطاقة الشمسية.
1990s المهندسين المعماريين مثل وليام ماكدونوف وكين يانغ طبقوا تصميم مبنى مسؤول بيئيا على المباني التجارية الكبيرة، مثل المباني المكتبية، مما يجعلها إلى حد كبير مكتفية ذاتيا في إنتاج الطاقة. تم بناء مبنى أحد البنوك الكبرى (ING في أمستردام المقر الرئيسي) في هولندا لتكون مستقلة وفنية كذلك.

## الايجابيات
كمهندسون معماريون أو مهندسين يصبحون أكثر اهتمام بمساوئ شبكات النقل والاعتماد على المصادر البعيدة. فتصاميم المهندسون المعماريون تميل إلى وجود عناصر أكثر استقلالا. فقد كان المسار التاريخي للاكتفاء الذاتي مصدر قلق لمصادر تأمين الحرارة والمياه والطاقة والغذاء. ويوجد ثمة مسار مواز للاكتفاء الذاتي لبدء الاهتمام بالاثار البيئية التي تسبب العيوب.
تستطيع المباني المكتفية زيادة الأمن والحد من الاثار البيئية باستخدام المصادر الطبيعية في الموقع مثل (اشعة الشمس والمطر) الغير مستغلة.
الاكتفاء الذاتي في كثير من الأحيان يقلل بشكل كبير من التكاليف والاثار المترتبة على الشبكات التي تخدم المباني لان الانسيابة الذاتية تختصر السلبيات المضاعفة لعملية جمع ونقل الموارد.اما المصادر الأخرى المتأثرة مثل احتياطيات النفط والإبقاء على مستجمعات المياه المحلية، يمكن الحفاظ عليها بثمن بخس من قبل تصاميم مدروسة.
المباني المكتفية ذاتيا عادة ما تكون ذات استخدام فعال للطاقة، وبالتالي فهي ذات فعالية في التكلفة فتقلل التكلفة الاجمالية، والسبب هو صغر احتياجات الطاقة فتصبح أسهل لتلبية الشبكات في الخارج، ولكنها قد تكون بديلا لإنتاج الطاقة أو غيرها من التقنيات لتفادي تناقص العوائد لبلوغ أقصى حفاظ على البيئة.
بنية وهيكل المباني المكتفية ذاتيا ليست دائما صديقة للبيئة. بحيث جاء هدف استقلالها عنها بحيث ترتبط معها.وهذا جعلها غير متطابقة مع اهداف أخرى للمباني الخضراء المسوؤلة عن البيئة.ومع ذلك، فان المباني المكتفية عادة ما تتضمن درجة معينة من استدامة من خلال استخدام طاقة متجددة والموارد المتجددة الأخرى، بالإضافة إلى عدم إنتاجها غازات الدفيئة أكثر مما تستهلك، وغيرها من التدابير.

## العيوب
أولا وأساسا، الاكتفاء هي درجة نسبية يمكن تقسيها إلى مستويات. الاستقلال التام من الصعب جدا تحقيقه. فعلى سبيل المثال عدم الاعتماد على الشبكة الكهربائية للتزويد بالكهرباء هو امر بسيط نسبيا ولكن من الصعب زراعة كل المواد الغذائية الضرورية فهو مضيعة للوقت.
العيش في مأوى مكتف يتطلب لتقديم التضحيات في خيارات نمط حياة واحد، وسلوك الشخصية، والتوقعات الاجتماعية. حتى في المنازل الأكثر راحة وتقدما من الناحية التكنولوجية ومكتفية ربما تتطلب بعض الاختلافات في السلوك. بعض الناس قد يعتاد على التكيف بسهولة. آخرون وصفوا هذه التجربة بأنها غير مريح ومزعجة وتشعرك بالعزلة أو حتى وظيفة بدوام كامل غير مرغوب فيها.ويمكن حل هذه المشاكل والحد منها عن طريق التصميم الجيد ولكن عادة ما تكون على حساب خفض مستويات الاكتفاء.
يجب أن تكون المنازل المكتفية ذاتيا مبنية خصيصا (أو يتم تحديثها وتعديلها على نطاق واسع) لتتناسب مع المناخ والموقع. تقنيات الطاقة الشمسية الطبيعية، المرحاض البديلة وأنظمة الصرف الصحي، وتصميم الكتلة الحرارية thermal mass))، ونظم بطارية الطابق السفلي، والنوافذ ذات الكفاءة، وتصميم مجموعة من التكتيكات تتطلب درجة معينة معايير غير قياسية في الإنشاء، وأضافة إلى النفقة والتجريب المستمر والصيانة، وأيضا أن يكون له تأثير في علم النفس من الفراغ.
أظهرت القيم من بين أمور أخرى، أن الذين يعيشون خارج التخطيط الشبكي يمكن أن يكون عملي، واختيار نمط الحياة، تحت ظروف معينة منطقي.

## الأنظمة
يتضمن هذا القسم بعض ادنى أساليب الوصف، لإعطاء بعض التعود على التطبيق العملي للبناء، وتقديم الفهارس لمزيد من المعلومات، وتعطي إحساسا الاتجاهات الحديثة في البناء.

### اولا: المياه

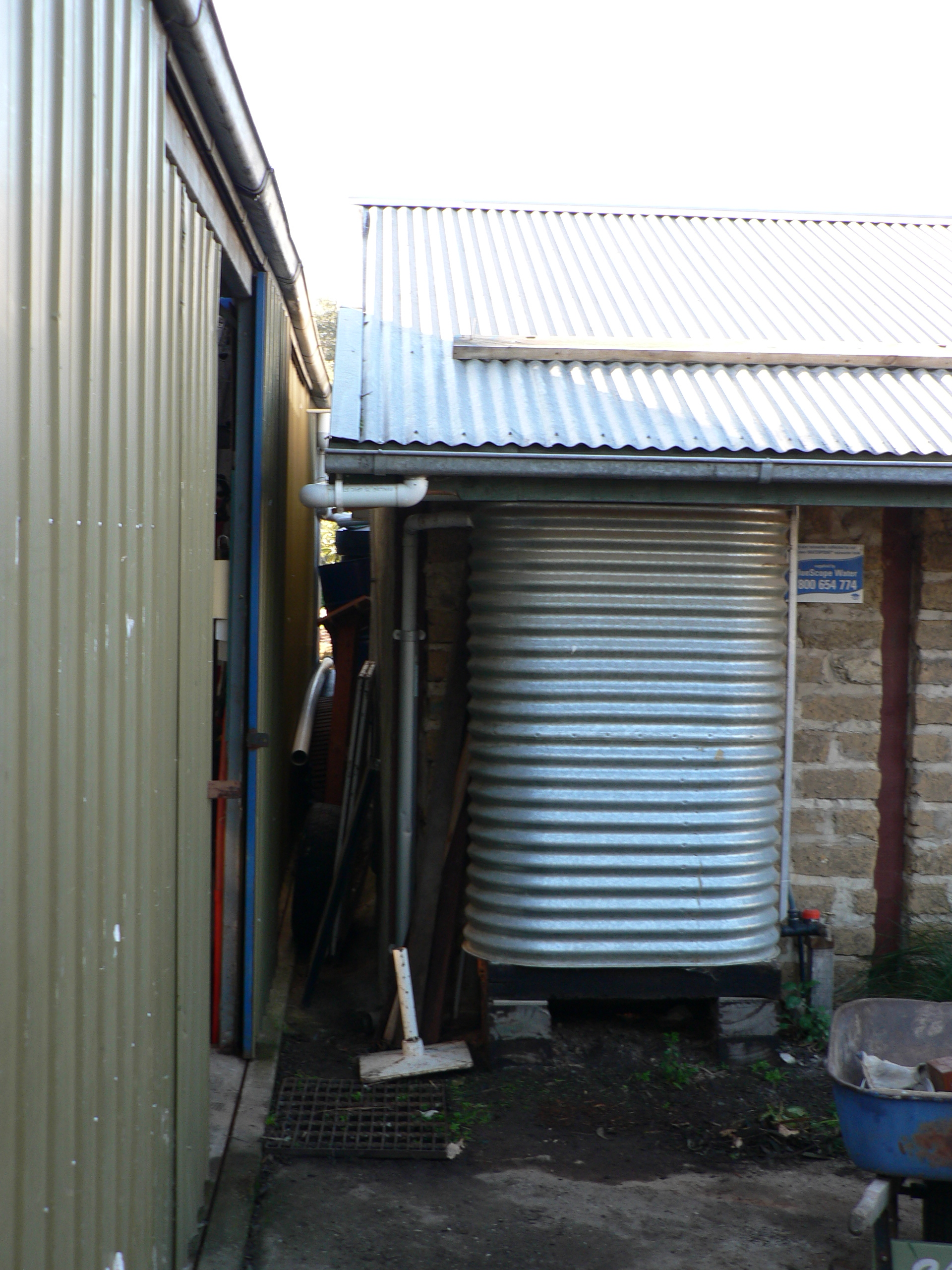
نظام لحصاد مياه الأمطار المحلية

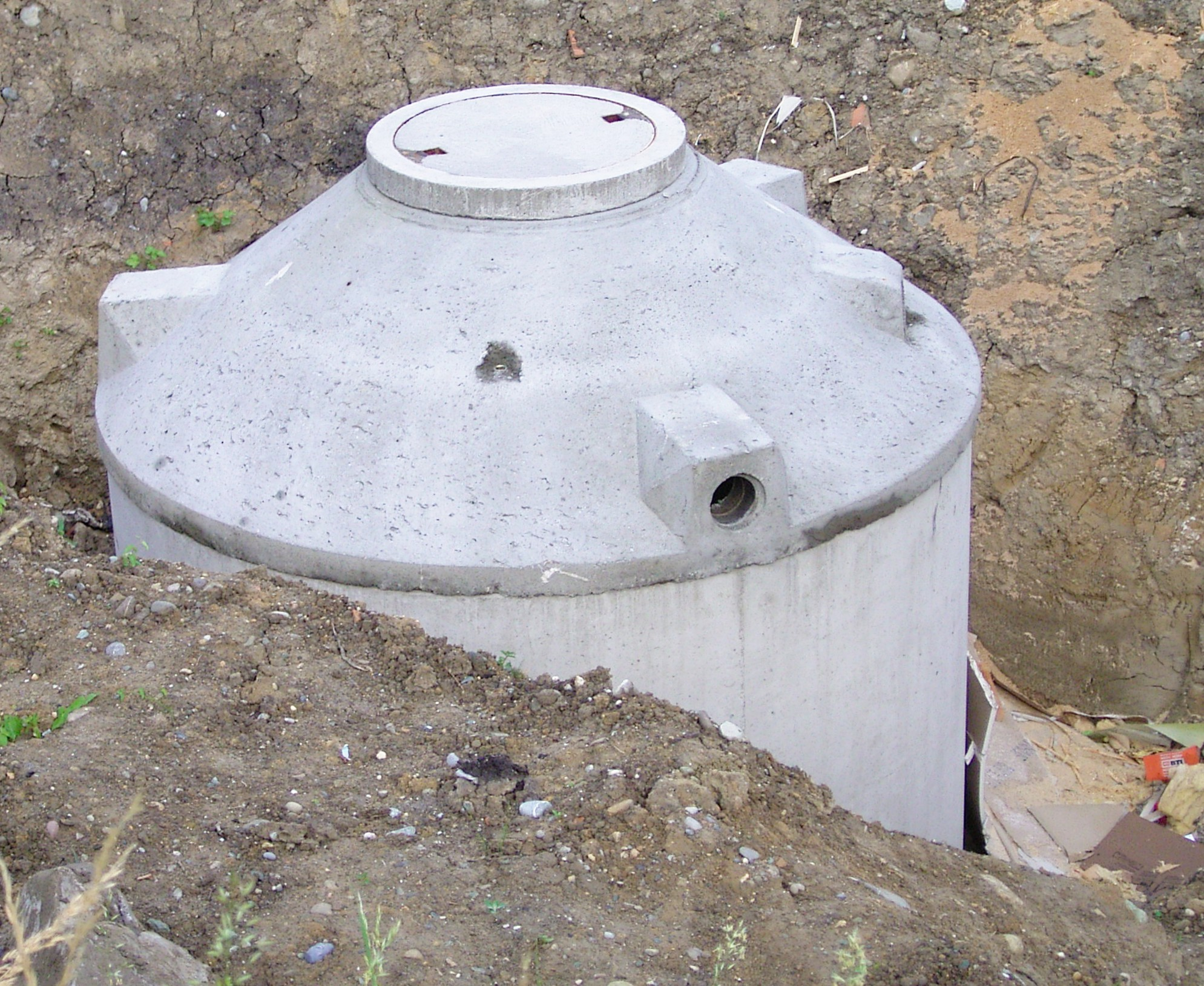
تركيب صهريج خرسانة تحت سطح الأرض

هناك العديد من الطرق لجمع المياه والمحافظة عليها، تعد أنظمة تقليل استهلاك المياه طرقا مجدية اقتصاديا.
ومثال عليها إعادة استخدام ما يسمى مياه رمادية في ري المروج والحدائق أو في الحمامات، أنظمة المياه الرمادية قد تقلل استهلاك المياه للنصف في المباني السكنية، ولكنها تتطلب بالوعة خاصة ومضخة وتمديدات ثانوية.في بعض الابنية قد تستخدم مباول لا تحتاج إلى تدفق المياه فيها، أو مراحيض تحتاج كميات اقل من المياه في التخلص من الفضلات.
يعتبر الحل الأسهل معيشيا هو استخدام الابار لتخزين المياه، على الرغم من أن عملية حفر البئر والتاسيس له تتطلب طاقة عالية إلا أن الاشكال الحديثة للابار تحتاج إلى طاقة اقل بمقدار ضعفين! قد تكون مياه الابار ملوثة بالزرنيخ في بعض المناق، لكن فلتر الزرنيخ كفيل بتنقيتها.
جفاف المياه الجوفية في بعض المناطق، يجعل استخدام البئر في تجميع المياه عملية غير مؤكده، كما انه يمكن ان يكون مكلفا.
اما في المناطق ذات نسب الهطول المرتفعه، فاستخدام أنظمة تجميع مياه المطر في المباني والتمديدات التكميلية يعد ذا جدوى.تعد مياه الأمطار ممتازة للاستخدام كمياه الغسيل، اما إذا استخدمت للشرب فانها تحتاج للمعاجلة من البكتيريا والمعادن.
في المناطق الصحراوية لا تقل نسبة الهطول عن 250 ملم سنويا وهذا يعني ان المباني السكنية المكونة من طابق واحد ومزودة بنظام تجميع المياه، تلبي احتياجاتها من المياه على مدار السنة، اما المناطق الأكثر جفافا فانها تتطلب خزان بما لا يقل عن 30 متر مكعب. العديد من المناطق في المتوسط تحصل على 13 ملم (0.51 بوصة) من الأمطار في الأسبوع، وهنا يمكن استخدام صهاريج صغيرة مثل 10 متر مكعب (US gal 2,600)
في العديد من المناطق، من الصعب اعتبار المياه المجمعة من الاسقف نظيفة وصالحة للشرب، لذلك تستخدم اسقف التجميع المعدنية وخزان مزود بفلتر للمياه. مياه الخزان عادة تكون معالجة بالكلور من خلال الخاصية الاسموزية مما يعطي مياه ذات جودة عالية.
الخزانات الحديثة، عادة ما تكون خزانات بلاستيكية كبيرة ولا تحتاج إلى صيانات طارئة، لكن الاقل تكلفة هي البرك المسيجة والتي تكون على مستوى الأرض.
خفض الاكتفاء الذاتي يقلل من حجم وتكاليف الصهاريج. يمكن للعديد من المنازل المكتفية الحد من استخدام المياه بأقل من 10 غالون الولايات المتحدة (38 L) للشخص الواحد في اليوم الواحد، حتى في حالة الجفاف يمكن توصيل المياه بشكل غير مكلف عن طريق الشاحنات. التوصيل الذاتي غالبا ما يكون ممكنا من خلال تركيب خزانات مياه مصنوعة من النسيج التي تتلاءم مع قاع الشاحنة.
يمكن استخدام الخزان كنظام تبريد التدفئة والتهوية وتكييف الهواء أو مضخة حرارية ولكن هذا قد يجعل مياه الشرب دافئة وقد يقلل من كفاءة أنظمة التكييف على مر السنين.
التقنيات الحديثة يمكنها إنتاج كميات كبيرة من المياه الصالحة للاستخدام من مياه الخزانات أو مياه البحار أو حتى من الهواء الرطب، من خلال مولدات خاصة لاستخراج المياه من الهواء الصحراوي الجاف وتحويله إلى مياه نقية.

### ثانيا: مياه المجاري

#### الموارد
في الغالب يتم معالج فضلات البشر من نظرة انها نفايات وليس على أساس انها مورد يمكن الاستفادة منه. الفضلات الناتجة في المراحيض تستخدام البكتيريا لتحلل براز الإنسان إلى سماد مفيدعديم الرائحة وصحي. هذه العملية هي صحية بسبب بكتيريا التربة المسؤلة عن أكل مسببات الأمراض البشرية، فضلا عن تحليل أكثر من كتلة من النفايات.
ومع ذلك، فإن معظم السلطات الصحية تقوم بمنع الاستخدام المباشر لل"humanure" لزراعة الغذاء. ويكمن الخطر في التلوث الميكروبي والفيروسي. اما في المناطق الجافة تتبخر النفايات أو يتم هضمها إلى غاز ثاني أكسيد الكربون في الغالب وذلك فإن اسهام المراحيض لا يتعدى سوى بضعة أرطال من السماد مرة كل ستة أشهر. للسيطرة على رائحة، والمراحيض الحديثة تستخدام مروحة صغيرة للحفاظ على بقاء المراحيض تحت تأثير الضغط السلبي واستنفاد الغازات من خلال أنبوب تنفيس.
بعض أنظمة معالجة مياه الصرف الصحي المنزلية تستخدام المعالجة البيولوجية، عادة أسفل النباتات وأحواض تربية الأسماك، التي تمتص المواد الغذائية والبكتيريا وتحويل المياه الرمادية ومياه الصرف الصحي لمياه نظيفة. ويمكن استخدام المياه المستصلحة في المراحيض والمياه خارج المصانع. عند اختبارها تقترب معاييرهذه المياه من معايير مياه الشرب. في المناخات المتجمدة أحواض السمك والنباتات توضع فيبيوت زجاجية صغيرة مسببة للاحتباس الحراريا. ان النظم الجيدة تحتاج إلى رعاية بقدر حوض السمك الكبير.
وهناك نوع من المراحيض الكهربائية الحارقة تحول البراز إلى كمية صغيرة من الرماد. ذات ملمس بارد دون احتوائه على ماء وأنابيب وتحتاج إلى تنفيس الهواء في الجدار. يتم استخدامها في المناطق النائية حيث يقتصر على استخدام خزانات الصرف الصحي، وعادة لخفض أحمال المغذيات في البحيرات.
ان المفاعل الحيوي التابع لناسا متقدم للغاية في نظام الصرف الصحي البيولوجية.كما ويمكن تشغيل مياه المجاري في الهواء والمياه من خلال العمل الميكروبية والآن ناسا تخطط لاستخدامه في البعثة الفضائية.
عيب كبير في معالجة مياه الصرف الصحي معقدة النظم البيولوجية في حال إذا كان البيت فارغا، والكائنات الحية في نظام الصرف الصحي قد تموت جوعا.
أسلوب آخر هو نظام ناسا هو تقطير البول في الماء.

#### النفايات
معالجة مياه الصرف الصحي ضروري للصحة العامة. ويتم نقل العديد من الأمراض من خلال شبكات الصرف الصحي المهترئة.
النظام القياسي عبارة عن حقل من المرشحات (leach)مغطى مرتبط جنبا إلى جنب مع خزان للصرف الصحي. والفكرة الأساسية هي توفير نظام صغير مع معالجة مياه الصرف الصحي الرئيسية. حيث تنخفض الرواسب الطينية جزئيا وتستقر في قاع خزان الصرف الصحي، من خلال الهضم اللاهوائي، وتتوزع السوائل على المرشحات. هذه المرشحات عادة ما تكون في الساحة تحت العشب.و هناك يمكن لخزانات الصرف الصحي أن تعمل بشكل كامل عن طريق الجاذبية، بحيث تدار بشكل جيد وهي آمنة بشكل معقول.
خزانات الصرف الصحي لا بد من ضخها دوريا بواسطة wagon honey
للحد من زيادة المواد الصلبة. إذا حدث فشل في ضخ خزانالصرف الصحي يتسبب في فيضان الذي بدوره يقوم بتدمير المرشحات، ويلوث المياه الجوفية. خزانات الصرف الصحي تتطلب أيضا بعض التغيرات في أسلوب الحياة، مثل عدم استخدام صندوقين للقمامة، والتقليل من السوائل الواصلة إلى الصهريج، وتقليل المواد الصلبة غير القابلة للهضم الواصلة أيضا للصهريج. على سبيل المثال، من المستحسن استخدام وورق التواليت الآمن للصرف الصحي.
ومع ذلك، خزانات الصرف الصحي لا تزال شعبية لأنها تسمح بمعايير صحية قياسية لأنابيب الصرف الصحي، ولا تتطلب تضحيات في نمط الحياة.
طمر المخلفات أو التعبئة وتغليف المراحيض جعله مجد اقتصاديا وصحيا للتخلص من مياه الصرف الصحي كجزء من خدمة جمع القمامة العادية. كما أنها تقلل من استخدام المياه إلى النصف، والقضاء على صعوبة وتكلفة خزانات الصرف الصحي. ومع ذلك، فإنها تتطلب مكبات الطمر الصحي لاستخدام الممارسات الصحية.
أنظمة المحارق عملية جدا. والرماد الناتج منها آمن بيولوجيا، وأقل بنسبة 1/10 من حجم النفايات الأصلي، ولكن مثل كل محارق النفايات عادة ما تصنف على أنها نفايات خطرة.
بعض أقدم أنواع المراحيض هي ما قبل نظام الصرف الصحي هي مراحيض حفرة (pit toilets)، والمراحيض (latrines)، وتوابعه وهذه لا تزال تستخدم في كثير من البلدان النامية.

### ثالثا: مصارف المياه
شبكات الصرف الصحي هي حل وسط حاسم بين سكن الإنسان وتجمعات المياه المستدامة. ان المناطق المعبدة ومروج العشب لا تسمح كثيرا لتصفية مياه الأمطار من خلال أرض الواقع لإعادة شحن خزانات المياه الجوفية. فإنها يمكن أن تسبب فيضانات وأضرار في الأحياء، كما يتدفق الماء نحو نقطة متدنية على السطح.
عادة، وتفصيليا يتم تصميم شبكات صرف صحي للتعامل مع مياه الأمطار. في بعض المدن، مثل شبكات الصرف الصحي في لندن خلال العصر الفيكتوري أو جزء كبير من المدينة القديمة في تورنتو تم فيها الجمع بين نظام تصريف مياه الأمطار مع نظام الصرف الصحي. في حال هطول أمطار غزيرة، الحمل على محطة معالجة مياه الصرف الصحي في نهاية الأنبوب تصبح كبيرة جدا يصعب التعامل معها ويتم تفريغ مياه الصرف في خزانات، وأحيانا إلى المياه السطحية.
ويمكن معالجة المباني المكتفية في هطول الأمطار من خلال عدد من الطرق:
إذا كان امتصاص الماء يتم بين كل فناء مؤدي من مجموعة شوارع فإنه من المحتمل عدم وجود مصارف مياه موجودة في الحي .هذا ويمكن أن نوفر أكثر من 800 دولار للمنزل الواحد (1970s) من خلال القضاء على مصارف المياه.
طريقة واحدة لاستخدام المدخرات لشراء كميات أكبر، والذي يسمح أكثر وسائل الراحة على حساب نفسه. نفاذية الخرسانة هو منتج المنشأة في المناطق ذات المناخ الدافئ، وتطوير للمناخ التجميد.

### رابعا: الكهرباء

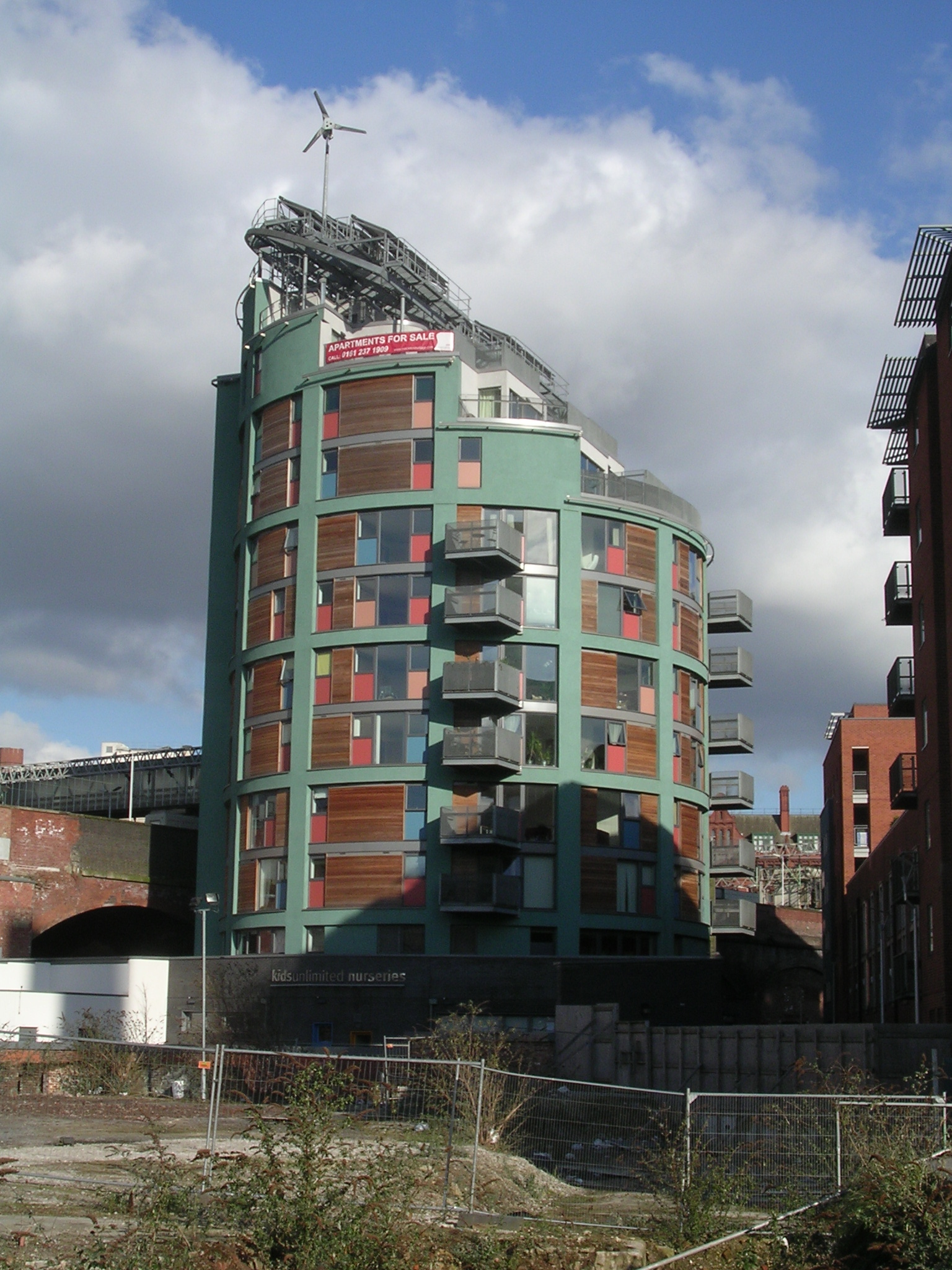
توربينات الرياح على سطح مبنى في مانشستر، المملكة المتحدة

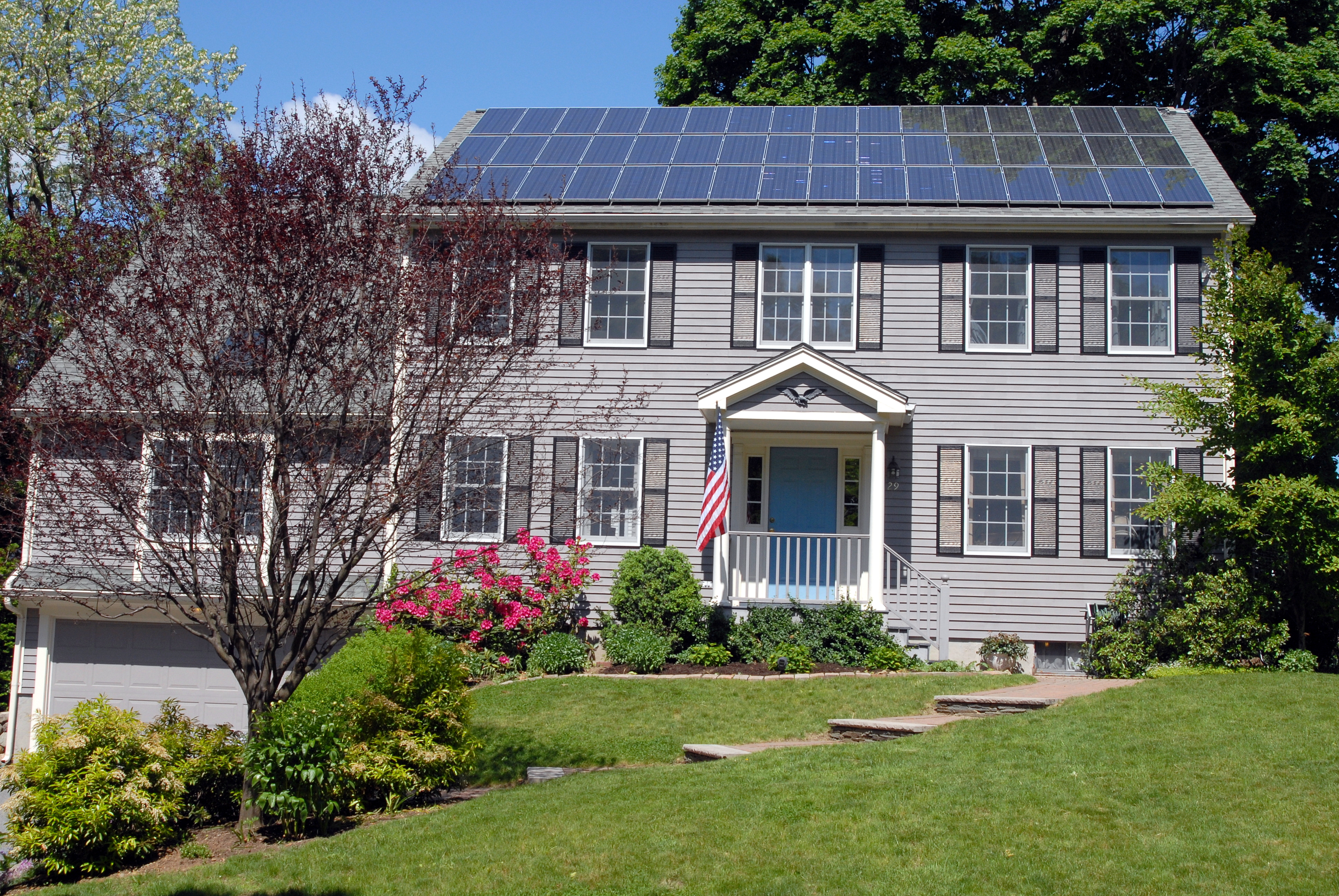
نظام الخلايا الشمسية

بما أن الكهرباء من المتطلبات الرئيسية فان الخطوة الأولى لتقليل الاستهلاك هي ايجاد تصاميم منازل ونهج حياة مناسب لتقليل الطلب.
مصابيح الفلورسنت، أجهزة الحاسب المحمولة والثلاجات التي تعمل بغاز البودرة جميعها تستهلك قدرة اقل ولكن الثلاجات من هذا النوع ذات كفاءة متدنية كما تتوفر ثلاجات بكفاءة مرتفعة تعمل بالتكنولوجيا الشمسية وتستهلك نصف الكمية من الطاقة.
تغطية الاسطح بالخلايا الشمسية تنتج الطاقة الكهربائية والاسطح الشمسية مجدية اقتصادياً أكثر من انظمة الطاقة الشمسية المستقلة لأن المباني على كل الأحوال تحتاج إلى الاسطح.
خلية شمسية الحديثة لها عمر افتراضي يصل إلى (40) عام وبذلك يمكن اعتبارها استثمار جيد في بعض المناطق ولها سلبية وحيدة هي الحاجة إلى تنظيفها عدة مرات خلال السنة.
بعض المناطق التي تعاني من نقص الإشعاع الشمسي تتمتع بتوفر الرياح. لتوليد الطاقة يحتاج منزل اعتيادي إلى مروحة توليد صغيرة بقطر (5) أمتار أو أقل. على برج بارتفاع (30) متراً تستطيع المروحة توليد الطاقة الكهربائية حتى في الايام الغائمة. وتتوفر هذه المراوح تجارياً بمولدات تيار متردد وشفرات ذاتية الحركة تعمل لسنوات دون الحاجة إلى أي نوع من الصيانة.
الايجابية الرئيسية لطاقة الرياح ان كلفة التوليد اقل بالمقارنة مع الطاقة الشمسية ولكن يجب ان لا ننسى اعتبارات الموقع فبعض المواقع مناسبة للطاقة الشمسية وبعضها الآخر تتمتع بنسبة عالية لهبوب الرياح تجعل تركيب توربينات الهواء فيها ذو جدوى اقتصادية مما يتطلب دراسات مسبقة للموقع المستهدف.
في الايام التي يقل فيها الطلب على الطاقة الكهربائية يمكن حفظ الطاقة الزائدة في بطاريات تخزين لاستخدامها لاحقاً ولكن هذه البطاريات تحتاج إلى تبديل بعد بضع سنوات ولذلك يمكن تغذية الطاقة الزائدة على شبكة الكهرباء لبيعها أو استرداد بدل منها عند الحاجة ولكن ذلك غير مسموح بقوانين الربط الكهربائي لبعض المناطق (ولاية كاليفورنيا مثلاً).
المباني المربوطة بالشبكة تعتبر اقل استقلالاً ولكنها أكثر اقتصادا واستدامةً.
في المناطق الريفية لتقليل الكلفة يمكن استخدام تكنولوجيا الموصل المنفرد.
في المناطق البعيدة عن الشبكة وبهدف تقليل كمية البطاريات المستخدمة يمكن إضافة مولد تعبئة يعمل بالديزل أو الغاز الطبيعي لاستخدامه في الايام الغائمة لإعادة شحن البطاريات (ساعة شحن واحدة تجعل البطارية تعمل ليوم اضافي كامل)حيث يمكن التحكم في وقت الشحن لتحقيق الهدوء ليلا كما ان هذه المولدات قادرة على تنفيذ الفحص الذاتي اسبوعياً.
الدراسات المتقدمة قد تمكن المصنعين من تخزين الطاقة في (البيّل) الممغنطة الثابتة بكلفة قليلة وهناك جهات تقوم بدراسات حثيثة لتخزين الطاقة في (خلايا الوقود) والتي تستطيع توفير الطاقة بتفاعلات الهيدروجين والاكسجين.
البطاريات الالكترودية تستطيع تخزين الطاقة في موقع على سطح الأرض وهي تولد جهد وتيار منخفض وكانت مستخدمة منذ القرن التاسع عشر لتشغيل اجهزة التلغراف وبما ان كفاءة الاجهزة حاليا بازدياد يمكن دراسة استخدامها لاجهزة أخرى.
خلايا الوقود البيولوجية يمكنها أيضاً توليد الطاقة من الكتل الحيوية بدون أي انبعاثات من خلال تحلل النباتات إلى طاقة.

### خامسا: التدفئة

رسم تخطيطي لنظام التسخين الشمسي

معظم المباني المستقلة يتم تصميمها باستخدام العزل، الكتلة الحرارية والتدفئة والتبريد الشمسي ومثال ذلك العزل الحراري للجدران ومنافذ الشمس على الاسطح.
التسخين الشمسي الإيجابي يعمل على تسخين المنازل حتى في أكثر المناخات برودة والتي تحتاج إلى كلفة اضافية بنسبة (15) % والتي قد لاتصل إلى كلفة التدفئة لمدة اسبوعين من الطقس المتجمد في بيت تقليدي.
المتطلب الرئيس للتسخين الشمسي الإيجابي هو ان المجمّع الشمسي يجب توجيهه نحو الاشعة المباشرة للشمس (باتجاه الجنوب في الجزء الشمالي من الكرة الارضية وإلى الشمال في الجزء الجنوبي من الكرة الارضية) مع استخدام الكتلة الحرارية للحفاظ على الدفء ليلاً.
ان استخدام انظمة التسخين الشمسية تعتبر فعالة حتى في المناطق قليلة أو معدومة الإشعاع شتاءً حيث يمكن استغلال الكتلة الحرارية في اسفل المبنى.هطول الأمطار يتسبب في ابعاد التسخين وبذلك يتم تغليف الاساس بعوازل لستة امتار. الكتلة الحرارية في هذا النظام ليس مكلفاً ويمكنه الاحتفاظ بالحرارة الناتجة صيفاً لتدفئة المبنى لفصل الشتاء.
المجمّع الشمسي عادة يتم عزله عن اجزاء المبنى بحيث يكون المبنى مكون عوازل مفصولة ومجاري التهوية للتقليل من الحاجة إلى أي مراوح كهربائية للتبريد.
التصاميم الشمسية الحديثة عملية جداً فمثلاً 15% من كلفة المباني لتتوافق مع كودات المباني في أوروبا للنوافذ المعزولة، التهوية والكتلة الحرارية مع تغييرات قليلة في موقع البناء.في حال توفر مسخّن صغير لليالي الباردة فان لوح عزل في القاعدة بكلفة قليلة يمكنه توفير الكتلة الحرارية اللازمة لهذا المبنى.
توفر كودات البناء المناسبة تؤمن التهوية الجيدة للمباني والقادرة على تغيير الهواء عدة مرات كل ساعة للاحتفاظ بالحرارة الداخلية للمبنى.
في جميع النظم، سخان تكميلي صغير يزيد الأمان الشخصي ويقلل من تأثيرات انماط الحياة بالنسبة لتخفيض ضئيل من الاستقلال الذاتي. النوعان الأكثر شعبية من السخانات للمنازل فوق عالية الكفاءة هي مضخة الحرارة الصغيرة، التي تقدم أيضا تكييف الهواء، أو سخان تسخين الهواء المركزية هيدرونيك (المبرد) مع الماء الماد تدويره من سخان المياه. تصاميم (Passivhaus) عادة تدمج السخان مع نظام التهوية.
إيواء الأرض وإقامة مصدات للرياح يمكن أيضا ان تقلل من مقدار الحرارة اللازمة للبناية. عدة أقدام تحت الأرض، وتتراوح درجة الحرارة بين 4 درجات مئوية (39 درجة فهرنهايت) في داكوتا الشمالية إلى 26 درجة مئوية (79 فهرنهايت)، [14] في جنوب فلوريدا. فواصل الرياح تخفض كمية الحرارة الخارجة من المبنى.
كما تفقد المباني الدائرية والأيروديناميكية كميات أقل من الحرارة.
تزايد عدد المباني التجارية التي تستخدم دورة مشتركة من التوليد المشترك للطاقة لتوفير التدفئة، غالبا" تدفئة المياه من الناتج من الغاز الطبيعي للمولدات الكهربائية أو التوربينات الغازية أو مولدات الكهرباء الممتازه.[15]
المنازل المصممة للتعامل مع انقطاع في الخدمات المدنية تتضمن عموما موقد خشب، أو حرارة وطاقة من وقود الديزل أو الغاز المعبأ بالأسطوانات، بغض النظر عن من آليات التدفئة الأخرى.
السخانات والمواقد الكهربائية قد توفر حرارة خالية من التلوث (تبعاً لمصدر الطاقة)، لكن باستخدام كميات كبيرة من الكهرباء. إذا تم توفير ما يكفي من الكهرباء من الألواح الشمسية، وتور بينات الرياح، أو غيرها من الوسائل، إذا" تصبح السخانات والمواقد الكهربائية تصميم عملي للاستقلال الذاتي.

### سادسا: تسخين المياه
سخانات المياه الشمسية مفيدة على نطاق واسع لانها توفر كميات كبيرة من الوقود. أيضا، تغييرات صغيرة في نمط الحياة، مثل القيام بالغسيل، غسيل الأطباق والسباحة في الأيام المشمسة، يمكن إلى حد كبير زيادة كفاءتها.
لزيادة الكفاءة لتسخين المياه، أما مع أو بدون الطاقة الشمسية والحرارة الماء الساخن إعادة تدوير وحدات استرجاع الحرارة من خطوط المناهل مما يؤدي إلى زيادة قدرة تسخين المياه وخفض الطاقة المستخدمة لتسخين الماء.
الحيلة الأساسية في نظام تسخين المياه بالطاقة الشمسية استخدام خزان معزول جيدا". بعض الأنظمة التي تستخدم العزل بالفراغ، تعمل مثل زجاجات ثيرموس الكبيرة. الخزان مليئ بالماء الساخن في الأيام المشمسة، ومتاحة في جميع الأوقات. على عكس الخزانات التقليدية لسخان ماء، فهو يكون مليء فقط عندما يكون هناك ضوء الشمس.

التخزين الجيد يجعل أصغر وأعلى جامع تقنية ممكنا". هولاء الجامعين يمكنهم استخدام مثل هذه التقنيات الغريبة نسبيا، مثل العزل بالفراغ، وعكس تركيز أشعة الشمس.

أنظمة تسخين المياه الحالية عمليه ومريحه تجمع بين نظام التسخين بالطاقة الشمسية مع تدفق مشغل غاز حراري عن طريق سخان، حيث أن درجة حرارة الماء متسقة، والكمية غير محدوده. وهذا يقلل مرة أخرى آثار أسلوب الحياة في بعض التكاليف. ومن الناحية المثالية، وسيكون هذا نظام التوليد المشترك للطاقة التي تنتج الطاقة الأخرى، ويستخدم محلياً لإنتاج الوقود.

إعادة تدوير وتوليد الحرارة، والتسخين الشمسي يمكن ان يوفر من 50-75 في المائة من الغاز المستخدم عادة، أيضا" تزود بعض المجموعات بموثوقية زائدة بوجود عدة مصادر للحرارة.
تدعوا بعض السلطات لاستبدال قوارير الغاز أو الغاز الطبيعي بغاز حيوي. ومع ذلك، هذا عادة غير عملي إذا لم يكن هناك مخزون بالموقع. النفايات من عائلة واحدة عادة ما تكون غير كافية لإنتاج غاز الميثان ما يكفي لأي شيء أكثر من كميات صغيرة للطهي.

### سابعا: التبريد
دفنت المباني الشمسية (geo) في اغلب الأحيان، التنورات المانعة للمياة المنحدرة التي تمتد ستة أمتار (20 قدما) من الأسس، لمنع تسرب الحرارة بين الأرض تستخدم كالكتلة الحرارية، والسطح.
من الممكن عمل تحسينات اقل درامية من خلال تظليل الشبابيك في الصيف، الإفريز يمكن ان يعلق لإعطاء الظل الضروري وهذه أيضا تظلل جدران المنزل وبالتالي الحد من تكاليف التبريد.
حيلة أخرى لتبريد كتلة المبنى الحرارية في الليل، ومن ثم تبريد المبنى من الكتلة الحرارية أثناء النهار. وهي تساعد على ان تكون قادرة على توجيه الهواء البارد من السماء التي تواجه المبرد (ربما جامع هواء التدفئة الشمسية ولكن لغرض بديل) أو برودة التبخر مباشرة عن طريق الكتلة الحرارية، في الليالي الواضحة، حتى في المناطق المدارية، السماء التي تواجه المشعات يمكن ان تبرد تحت الصفر.
إذا كان مبنى دائري هو هوائي ديناميكي سلس، وأكثر برودة من الأرض، فأنها من الممكن ان تبرد بشكل سلبي من قبل «تأثير القبة» ("dome effect")، وأفادت العديد من المنشآت أن قبة عاكسة أو خفيفة الألوان تحث حرارة راسية مدفوعة الدوامة تمتص برودة الهواء العلوي إلى اسفل القبة إذا كانت القبة منفسه بشكل صحيح (منفس فوقي واحد ومنافس خارجية). وأفادت بعض الناس بوجود فرق درجة حرارة ارتفاعها 8 درجة مئوية (15 درجة فهرنهايت) بين القبة من الداخل والخارج. اكتشف (Buckminster Fuller) هذا التأثير مع تصميم منزل بسيط مقتبس من مخزن للحبوب، وتكييف بيت (Dymaxion) والقباب الجيوديسية (geodesic) لاستخدام هذه القوة.
تقوم بإدخال استخدام الثلاجات وأجهزة التكييف تعمل من فاقد الحرارة من عوادم محركات الديزل أو سخان المداخن أو مجمع الطاقة الشمسية. وهذا يستخدم نفس المبادئ في ثلاجة الغاز. عادة، الحرارة من المداخن تشغل المبرد الممتص (absorptive chiller). المياه الباردة أو مياه من المبردات تستخدم لتبريد الهواء أو مسافة مبردة.
التوليد المشترك للطاقة معروف في المباني التجارية الجديدة. في انظمة التوليد المشترك للطاقة الحالية التوربينات الغازية الصغيرة أو المحركات الممتازة تعمل بالطاقة من الغاز الطبيعي وتنتج الكهرباء وعوادم المحركات تشغل المبرد الممتص (absorptive chiller).
تم عرض ثلاجة مقطورة شاحنة تعمل من فاقد الحرارة من عادم الديزل في الجرارة من قبل (NRG Solutions, Inc(شركة
، طورت هذه الشركة مبادل حراري ومبخر (مرذاذ)، الاثنان ليسا متوفران بشكل تجاري.

يمكن أن يكون مخطط مماثل (تبريد متعدد المراحل) ببرودة التبخر متعددة المراحل. يتم تمرير الهواء عن طريق رش الملح لازالة الرطوبة، ثم عن طريق رش المياه لتبريده، ثم رش محلول ملحي لإزالة الرطوبة مرة أخرى. المحلول الملحي يجب ان يجدد وهذا يمكن عمله اقتصاديا بدرجة حرارة منخفضة الطاقة شمسية، المبردات التبخريه متعددة الأطوار يمكن أن تخفض درجة الحرارة الهواء إلى 50 درجة فهرنهايت (28 درجة مئوية)، وما زالت تتحكم بالرطوبة. إذا كان المحلول المتجدد يستخدم الحرارة المرتفعة، فهو أيضا يعقم الهواء جزئيا".
إذا توفر ما يكفي من الطاقة الكهربائية، يمكن توفير التبريد بتكييف الهواء التقليدي باستخدام مضخة الحرارة.